# الغربية (الواحات البحرية)
الغربية هي إحدى القرى التابعة لمركز الواحات البحرية في محافظة الجيزة في جمهورية مصر العربية.